# Азербайджан на зимних Олимпийских играх 1998
Азербайджан был представлен на Олимпийских играх в Нагано четырьмя спортсменами.

## Результаты

### Фигурное катание

#### Спортивные пары
- Инга Родионова и Александр Анищенко (İnqa Radionova və Aleksandr Anişenko) — заняли 18 место среди 20 пар участников.

#### одиночные разряды
Женщины
- Юлия Воробьёва (Yuliya Vorobyova) — заняла 16 место.

Мужчины
- Игорь Пашкевич (İqor Paşkeviç) — занял 16 место.